# Курортне (Харківський район)
Курортне (до 17 лютого 2016 — Комунар) — селище в Україні, у Харківському районі Харківської області. Населення становить 256 осіб. Колишній орган місцевого самоврядування — Пересічанська селищна рада.

## Географія
Селище знаходиться на правому березі річки Уда, на протилежному березі — смт Пересічне, за 1 км нижче по течії — колишнє село Баси, до селища примикає село Березівське, поруч залізнична станція Курортна. У селищі 85 дворів, він повністю газифікований, біля селища кілька будинків відпочинку і курорт «Березовські мінводи».

## Історія
- 1920 рік — заснований як хутір Собачий.
- 1926 рік — перейменований в селище Комунар.
- 2016 рік — перейменовано на селище Курортне[1].

## Населення

### Мова
Розподіл населення за рідною мовою за даними перепису 2001 року:
| Мова       | Кількість | Відсоток |
| ---------- | --------- | -------- |
| українська | 221       | 86.33%   |
| російська  | 35        | 13.67%   |
| Усього     | 256       | 100%     |

## Економіка
- Тепличне господарство.
- Садові ділянки.
- Кілька будинків відпочинку та курорт «Березовські мінводи».